# 青山镇 (萍乡市)
青山镇，是中华人民共和国江西省萍乡市安源区下辖的一个乡镇级行政单位。

## 行政区划
青山镇下辖以下地区：
香炉山社区、水口社区、八一社区、七一社区、新建社区、葡萄村、大城村、下柳源村、青山村、光辉村、乌石村、源头村、高枧村、温盘村和上柳源村。